# L'Amour autour de la maison
Pour plus de détails, voir Fiche technique et Distribution.
L'Amour autour de la maison est un film franco--belge réalisé par Pierre de Hérain, sorti en 1947.

## Fiche technique
- Titre : L'Amour autour de la maison
- Réalisateur : Pierre de Hérain
- Scénario : Roger Leenhardt, d'après le roman d'Albert t'Serstevens
- Dialogues : Simon Gantillon
- Photographie : Maurice Pecqueux
- Montage : Henriette Wurtzer
- Musique : Joseph Kosma
- Décors : Alexandre Arnstam
- Son : William-Robert Sivel
- Sociétés de production : P.I.C. (Productions Internationales Cinématographiques) - Etendard Film
- Pays de production :  France,  Belgique
- Format : Son mono - Noir et blanc - 35 mm  - 1,37:1
- Genre : Film dramatique
- Durée :  100 minutes
- Date de sortie :
  - France : 27 août 1947
- Affiche : Hervé Morvan (France)

## Distribution
- Maria Casarès - Thérèse
- Pierre Brasseur - Douze Apôtres
- Claude Larue - Nicole
- Julien Carette - Le père Jus
- Paul Faivre - Albert
- Robert Lussac - Docteur Coulon
- Jane Marken - Madame Jobic
- Jean Heuzé